# Cecropterus
Cecropterus là một chi bướm ngày thuộc họ Bướm nâu.